# Aspach-le-Haut
Aspach-le-Haut är en kommun i departementet Haut-Rhin i regionen Grand Est (tidigare regionen Alsace) i nordöstra Frankrike. Kommunen ligger i kantonen Thann som tillhör arrondissementet Thann. År 2018 hade Aspach-le-Haut 1 453 invånare.

## Befolkningsutveckling
Antalet invånare i kommunen Aspach-le-Haut
| Referens: INSEE |